# Otto Soeldner
Otto Soeldner  (* 4. Juni 1895 in Neukenroth, Oberfranken; † 9. März 1943 in Daupnitz, Teltow) war ein SS-Angehöriger in der Zeit des Nationalsozialismus, zuletzt SS-Obersturmführer.
Soeldner, verheiratet, war ab Mai 1937 Mitglied der NSDAP (Mitgliedsnummer 4.293.222) und wurde 1937 oder 1938 auch Mitglied der SS (SS-Nr. 277.085). Wahrscheinlich ab 1938 fungierte er als Poststellenleiter im KZ Flossenbürg und wurde im Januar 1940 Adjutant und stellvertretender Lagerdirektor im KZ Ravensbrück unter dem Lagerdirektor Max Koegel. Soeldner wurde am 1. August 1941 auf diesem Posten durch Hermann Wicklein abgelöst. Im September 1941 wurde er in das KZ Neuengamme versetzt, wo er als „Schutzhaftlagerführer E“ zur Kontrolle der Lagerleitung eingesetzt wurde.